# 633348 Shvartsman
633348 Shvartsman este o planetă minoră (asteroid) din centura de asteroizi. A fost descoperită pe 17 septembrie 2009 la  de . 
Obiectul prezintă o orbită caracterizată de o semiaxă mare de 2,6969196029535 UAi, o excentricitate de 0,11051260762157, o înclinație de 12,472588869008 ° în raport cu ecliptica.